# Адлигат
Удружење „Адлигат” је невладино и непрофитно удружење грађана са седиштем у Београду, које се бави унапређењем српске културе, уметности и међународне сарадње. Главни задатак Удружења је формирање и успешно пословање Библиотеке Лазић (од 1882), Музеја српске књижевности и Музеја књиге и путовања. Оснивач удружења је Виктор Лазић.
Уз благослов Патријарха српског Иринеја, подршку раду удружења пружају Српска академија наука и уметности, Народна библиотека Србије, Удружење књижевника Србије, Српско књижевно друштво, Српско библиофилско друштво, Правни факултет Универзитета у Београду, Национална географија Србија, Универзитетска библиотека „Светозар Марковић”, Матица српска, Библиотека града Београда и многи други.

## Сегменти Адлигата

### Библиотека Лазић (од 1882)
Библиотека Лазић (од 1882) најтрајнија је српска породична библиотека. Од 2012. године отворена је за јавност у оквиру Удружења за културу, уметност и међународну сарадњу „Адлигат”.

### Музеј књиге и путовања
У музеју се представља развитак штампе и писане речи, различити појавни облици књига у свету, и приказује се развитак и значај књиге за људску цивилизацију.
Књиге су допступне на различитим материјалима, о великом броју земаља и култура.

### Музеј српске књижевности
Музеј сакупља и представља материјал о српским књижевницима, удружењима књижевника, о књижевним и сродним делима, историји и теорији књижевности, књижевној критици итд.

## Легати
Удружење је основало „Дом легата” у коме се налазе библиотеке – легати значајних личности и породица, са више од тридесет целих библиотека.
- Легат породице Бешевић
- Легат Петра Бингулца
- Легат Бранислава Вељковића
- Легат Мирјане и Павла Вуисића
- Легат Милована Данојлића
- Легат проф. мр Миодрага Живанова
- Легат Пере Зупца
- Легат Србе Игњатовића
- Библиотека Божидара Ковачевића
- Легат породице Леко
- Легат Драгана Мраовића
- Библиотека проф. Николе Медведева
- Легат др Милоша Немањића
- Легат Миодрага Павловића
- Легат проф. Богдана Терзића
- Библиотека Петра Урбана
- Легат проф. др Илеане Чуре Сазданић
- Легат Ивана Ивановића
- Легат Анте Илић - Претколумбовска уметност
- Легат Ивана Бекјарева
- Легат Естер Бајер
- Легат Милована Боговца[7]

## Галерија
| - Колекција средњовековних књига из Етиопије - Збирка луксузно декорисаних Курана - Разне књиге и артефакти - Колекција минијатурних књига Ршумовић - Део збирке поштанских маркица - Део збирке разгледница - Део збирке књига са богато илустрованим корицама - Писмо Николе Тесле - Писма Саве Шумановића Растку Петровићу - Једна од слика у колекцији - Једна од фотографија о дипломатији СФРЈ - Рукопис Оскара Давича са белешкама |